# Al-Ahli SC Amman
|  | No s'ha de confondre amb Al-Ahli. |

L'Al-Ahli SC Amman (àrab: النادي الأهلي الرياضي, an-Nādī al-Ahlī ar-Riyāḍī, ‘Club Esportiu Nacional') és un club jordà de futbol de la ciutat d'Amman.
Va ser fundat l'any 1944 amb el nom Koban.

## Palmarès
Font:
- Lliga jordana de futbol:[8]

1947, 1949, 1950, 1951, 1954, 1975, 1978, 1979
- Copa jordana de futbol:[9]

2015-16
- Supercopa jordana de futbol:[9]

2016